# Novel·la gràfica de Halo
La  Novel·la gràfica de Halo (The Halo Graphic Novel) és la primera novel·la gràfica publicada conjuntament per Marvel Comics i Bungie Studios, a mitjans 2006. A grans trets, la sèrie principal va començar amb el videojoc Halo: Combat Evolved , l'èxit va donar lloc a l'aparició de noves seqüeles de jocs virtuals i també de llibres. La trama se centra en un futur on la humanitat es troba lluitant contra una poderosa raça col·lectiva d'alienígenes anomenada Covenant. Considerada la primera adaptació de la sèrie en la forma artística coneguda com a art seqüencial (que es defineix com l'art d'utilitzar una sèrie d'imatges desplegades a manera de seqüència per transmetre certa informació), la Novel·la gràfica de Halo mostra diversos aspectes de l'univers fictici de Halo que fins aleshores no s'havien explorat a profunditat en cap altre mitjà.
La major part del llibre es divideix en quatre històries curtes redactades per diferents escriptors i artistes de les indústries del còmic i els videojocs. Cada relat s'enfoca en aspectes diferents de l'univers de Halo, revelant històries que abans eren secundàries per a la trama principal del joc. El llibre també conté una extensa galeria d'art compilada a partir de les contribucions de Bungie, Marvel i altres fonts independents.
Després de la seva publicació el 19 de juliol de 2006, la Novel·la gràfica de Halo va tenir una bona recepció per part de la crítica especialitzada, que va percebre una gran cohesió en el treball final, tot i la diversitat del material individual. L'èxit de la novel·la va portar a Marvel a distribuir una nova sèrie limitada en format de còmic, Halo: Uprising, el primer exemplar de la qual va aparèixer l'abril de 2009.

## Fons i publicació

Marvel Comics va ser el responsable de la publicació de la Novel·la gràfica de Halo.

El concepte original de Bungie Studios per a la novel·la gràfica era estendre la franquícia de Halo a nous mitjans a part dels videojocs, concentrant-se primordialment en l'art seqüencial. Tanmateix, els primers intents de trobar un soci i un acord efectiu per a la llicència fallaren; Lorraine McLean, un artista de l'equip responsable de Halo, va suggerir que Bungie Studios havia de finançar i editar la novel·la abans de buscar una editorial. Això li permetria a l'estudi mantenir el control sobre el contingut i continuar amb el projecte sense comprometre's de cap manera davant de qualsevol intervenció externa. Això li donava un major ventall d'oportunitats a l'empresa per així elegir els artistes que consideressin més aptes per contribuir amb la novel·la, el productor executiu de la Novel·la gràfica de Halo Brian Jarrard, va concloure que l'única forma de «prevenir els conflictes d'interès, polítiques i aliances» seria creant la novel·la mitjançant processos independents, de manera que s'evitaria al mateix temps qualsevol conflicte potencial si recorrien abans a una editorial o un soci. La dissenyadora en cap, Maria Cabardo, va crear una llista, a la qual va anomenar l'«equip de somni», dels escriptors i artistes als quals Bungie admirava pels seus treballs i, després d'un període de negociació, l'estudi va aconseguir guanyar les contribucions de diversos dels que apareixien en aquest llistat. Impulsats pel seu èxit en haver aconseguit l'acostament d'aquells als què admiraven i respectaven en el medi, incloent-hi el dibuixant britànic Simon Bisley i l'historietista francès Jean Giraud, el progrés de la novel·la es va descriure en algun moment com «un atractiu estímul moral per al nostre equip, de poder veure el seu univers i els seus personatges sent adaptats per gent a qui idolatrem a la indústria del còmic».

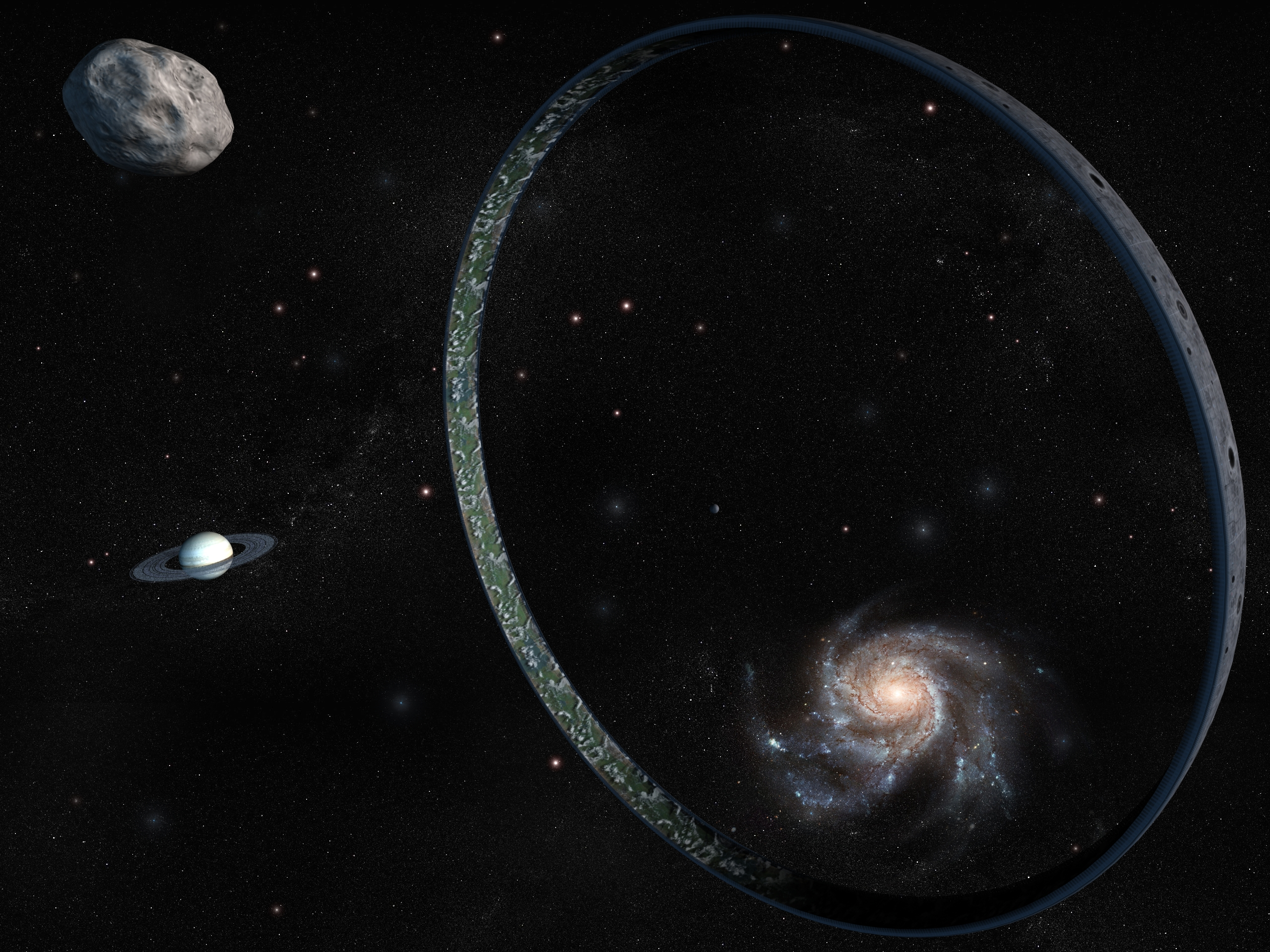
En la trilogia de jocs de Halo, els jugadors visiten estructures d'anell batejades com «Halo» per la raça alienígena Covenant. Bungie Studios va esmentar que la colònia espacial de les obres The Culture, de l'escocès Iain M. Banks, van servir d'inspiració per als escenaris de Halo. A la imatge, un «Orbital» de The Culture, bàsicament un anell espacial on habiten persones i que es troba rotant contínuament per simular la gravetat.

Després de dos anys de desenvolupament, la novel·la finalment va estar completa, de manera que Bungie contactà amb una editorial per a la publicació i assolí un acord amb Marvel Comics. Bungie va fer referència a «la passió per Halo i […] la trajectòria en les indústries del còmic i publicació» de Marvel com els principals factors que van propiciar la seva elecció. L'estudi va treballar amb el director de desenvolupament de Marvel, Ruwan Jayatilleke, un dels inicials defensors del projecte, per assistir als processos de distribució i publicació de la novel·la gràfica.
Les històries van ser dissenyades com besllums de l'univers principal de la sèrie, incloent informació de l'organització interna de la raça Covenant, igual que detalls respecte als elements del rerefons que fins aquell moment no s'havien divulgat. Jarrard va explicar el següent: «les històries que succeeixen darrere de les càmeres, aquests successos paral·lels als fils argumentals que els nostres seguidors coneixen per mitjà dels elements existents, són històries que volíem realment comptar des d'un inici». Temps després, Jarrard el va descriure com un intent per apartar-se de la història relacionada amb el Cap Mestre, el protagonista de la franquícia, i així enfocar-se en el que creien que eren els temes centrals que no havien estat explorats per complet en l'univers dels jocs, com ara la preservació de l'esperança davant enormes obstacles i la lluita de la humanitat per la seva supervivència, temes que poguessin estendre's més enllà «d'un supersoldat genèticament millorat que carrega dues armes i assassina alguns aliens». Els quatre relats de la publicació final eren «els més interessants per a ells [Bungie] i per als escriptors [de la novel·la]». Encara que Bungie va crear l'argument present a la Novel·la gràfica de Halo, l'estudi es va enfocar en la importància de proporcionar una estructura per a cada història sobre la qual diversos artistes i escriptors poguessin treballar sense perdre el seu propi estil en el procés. L'historietista Simon Bisley esmentar al respecte: «El nostre estrès consistia a fer que els personatges fossin el més semblants possible a com són en els jocs […] A excepció d'això, en la resta [vam tenir] mà lliure per interpretar el guió i l'acció [a la nostra manera]».

## Històries
La Novel·la gràfica de Halo es divideix en quatre relats curts, cada un d'ells compta amb una introducció feta pels creadors de l'obra, on detallen els seus pensaments sobre la història o les seves experiències en incorporar al projecte. Els quatre relats són: 
- The Last Voyage of the Infinite Succor
- Armor Testing
- Breaking Quarantine
- Second Sunrise over New Mombasa